# تاباكولو داكن
تاباكولو داكن (الاسم العلمي:Scytalopus fuscus) (بالإنجليزية: Dusky Tapaculo)‏ هو نوع من الطيور يتبع جنس التاباكولو من فصيلة التاباكولات.